# Ischnoceros clivulus
Ischnoceros clivulus là một loài tò vò trong họ Ichneumonidae.